# Jean Talon
Jean Talon, conte d'Orsainville (Châlons-en-Champagne, 8 gennaio 1626 – Parigi, 23 novembre 1694) è stato un funzionario francese.
Talon è stato il primo intendente della Nuova Francia. Arrivato nella colonia nordamericana nel 1665, il suo scopo era di sviluppare la remota colonia così da renderla autosufficiente dalla madrepatria. Sua fu l'idea dell'istituzione delle "figlie del re", per mezzo della quale si voleva aumentare la popolazione (scarsa in proporzione alle dirimpettaie colonie inglesi) della Nuova Francia. Nel 1666 Talon operò il primo censimento della colonia.
Inoltre, Talon promosse le coltivazioni del luppolo e dell'orzo e creò la prima fabbrica di birra, però il suo progetto non ebbe il successo sperato.